# Elvis (NBC TV Special)
Elvis (NBC TV Special) är ett soundtrack- och livealbum av den amerikanske sångaren och musikern Elvis Presley, släppt av RCA Records i december 1968. Det innehåller musiken till TV-specialen '68 Comeback Special och spelades in live i NBC Studios i Burbank, Kalifornien och i studio på United Western Recorders i juni 1968.
Albumet nådde som bäst 8:e plats på Billboard 200-listan i USA och 2:a plats på UK Albums Chart i Storbritannien. Det certifierades guld den 22 juli 1969 för en försäljning i USA av 500 000 exemplar och platina den 15 juli 1999 för en försäljning av en miljon exemplar, av Recording Industry Association of America (RIAA).
TV-specialen och det samtidigt utgivna albumet blåste nytt liv i Elvis Presleys karriär efter år av minskande kommersiella och artistiska framgångar.

## Bakgrund
Efter att Elvis Presley under 1960-talet mestadels kommit att ägna sig åt filminspelningar och ge ut musik från dessa filmer i stället för att satsa mer på studioinspelningar, kom hans popularitet att dala, samtidigt som han alltmer vantrivdes med situationen. Hans filmer och musik genererade avsevärt mindre intäkter, och efter att en gång ha dominerat försäljningslistorna var han på väg att bli en berömdhet vars storhetstid var över. (Se: Bakgrund.)
Som ett sätt att bryta denna trend, sökte Elvis manager nya projekt åt Elvis, och han avtalade därför med tv-bolaget NBC om att Elvis skulle göra en julspecial på tv julen 1968. (Se: Upprinnelsen.) Det skulle bli Elvis första tv-framträdande på åtta år, och han hade inte uppträtt inför en livepublik på sju år.
Till producenter för TV-specialen utsågs Steve Binder och Bones Howe (som var skivproducent). Programmet spelades in i juni 1968 i NBC:s studio i Burbank, och efterhand kom jultemat i stort sett att överges. TV-specialen sändes i början av december 1968,och i samband därmed släpptes också albumet Elvis (NBC TV Special) med musiken från TV-specialen.

## Innehåll och inspelningar
Elvis (NBC TV Special) består av musiken från TV-showen som har kommit att kallas '68 Comeback Special. Albumet utgörs av en blandning av såväl studio- som liveinspelningar, där livematerialet i sig består av låtar som Elvis framförde under två informella akustiska "Sit-Down"-shower tillsammans med några av sina vänner och gamla bandmedlemmar och under två "Stand-Up"-shower ensam på scenen och uppbackad av en orkester.
Inspelningarna till TV-specialens produktionsnummer gjordes i studio på Western Recorders i Burbank, Kalifornien den 20–23 juni 1968. Inspelningsansvarig var Bones Howe, och han anlitade några av Los Angeles bästa studiomusiker: Tommy Tedesco, Michael "Mike" Deasy och Al Casey på gitarr, Don Randi på piano och orgel, Chuck Berghofer och Larry Knechtel på bas och keyboard, John Cyr och Hal Blaine på trummor och slagverk och Tommy Morgan på munspel. På bakgrundssång hade man The Blossoms. (Se: Musikinspelningarna.)
Produktionsnumren bestod av "Trouble" (som skulle minna om Elvis förflutna) och "Guitar Man" (som utgjorde den självbiografiska tråden med sekulära influenser som band samman det hela).
Frånsett 1950-talslåten "Trouble" och den av Mac Davis för TV-specialen nyskrivna "Nothingville", bestod denna del av låtar som Elvis hade spelat in under de senaste åren – då utöver tidigare nämnda "Guitar Man" också "Big Boss Man", "Little Egypt", "Let Yourself Go" och "It Hurts Me", där de två sista inte kom med i premiärsändningen eller på originalalbumet.
Där fanns också ett gospelmedley bestående av "Where Could I Go But to the Lord?", "Up Above My Head" och "Saved" – en del i showen som skulle symbolisera frälsningen och peka på den musik som inspirerat Elvis musikaliskt. (Se: Produktionsnumren.) 

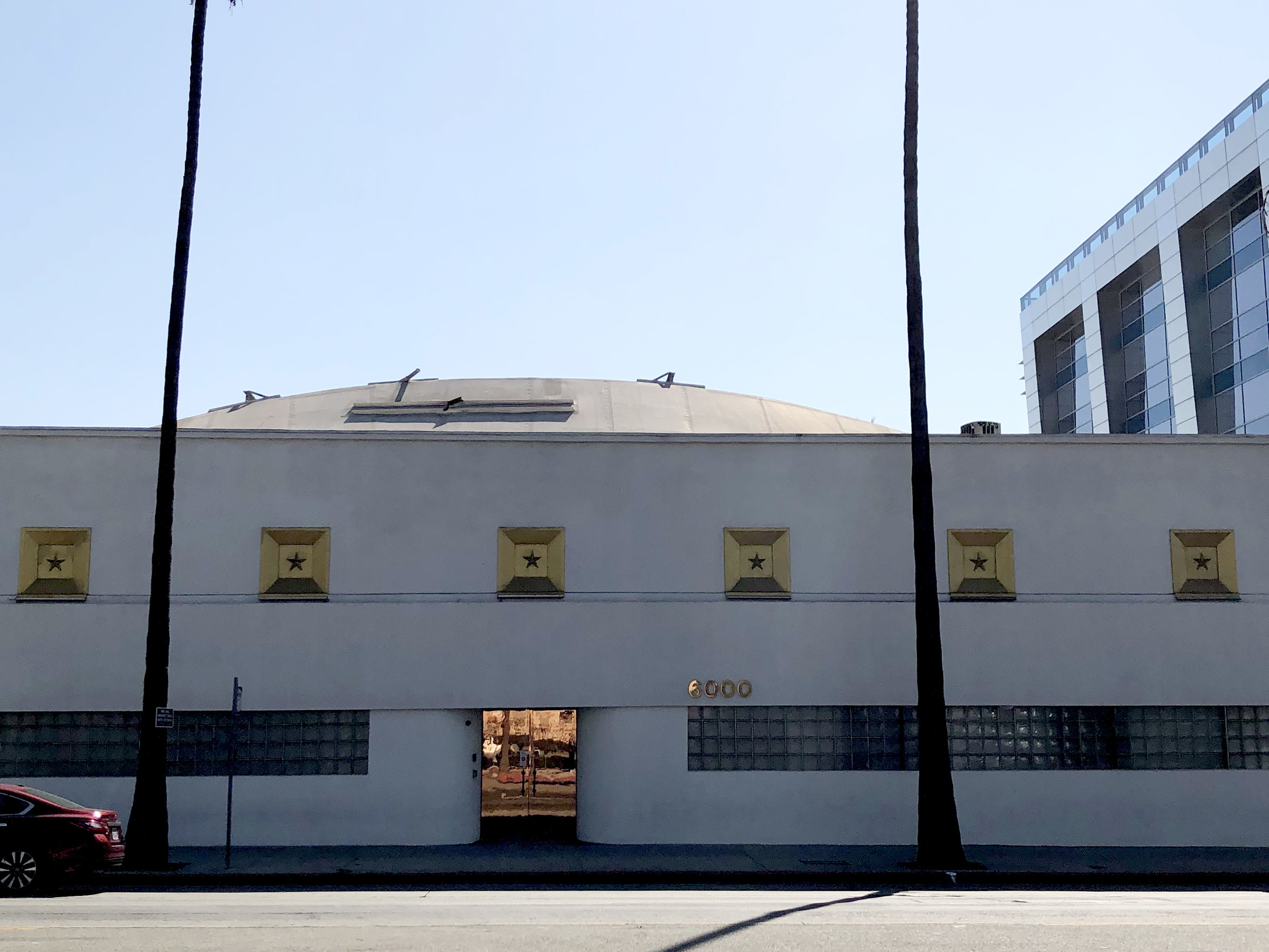
Utsidan av EastWest Studios på 6000 Sunset Boulevard i Los Angeles, Kalifornien – tidigare Western Studio, del av United Western Recorders där all musik förutom livespelningarna spelades in.

Två avsnitt utgjordes av liveinspelningar inför en liten publik, där Elvis i båda fallen befann sig på en boxningsliknande scen. De två så kallade Sit-Down-showerna var informella, mestadels akustiska, framträdanden med enbart Elvis och några av hans vänner, däribland Scotty Moore och D. J. Fontana med vilka han hade inlett sin karriär på 1950-talet. (Se: Black Leather Sit-Down Show.) Under två entimmespass framförde man ett antal låtar som i huvudsak var från inledningen av Elvis karriär, däribland "Heartbreak Hotel", "Love Me", "Baby What You Want Me to Do", "Blue Suede Shoes", "Lawdy Miss Clawdy", "Are You Lonesome Tonight?", "When My Blue Moon Turns to Gold Again", "Trying to Get to You", "One Night", "Tiger Man" och "Blue Christmas". Båda showerna avslutades med att Elvis sjöng till förinspelad musik den av Mac Davis och Billy Strange nyskrivna låten "Memories". De två så kallade Stand-Up-showerna innefattade bara Elvis på scenen, men denna gång med uppbackning av den fulla orkestern. (Se: Black Leather Stand-Up Show.) Elvis sjöng flera av sina tidigare klassiska hit-låtar – som "Heartbreak Hotel", "Blue Suede Shoes", "Jailhouse Rock", "Hound Dog", "All Shook Up", "Don't Be Cruel", "Can't Help Falling in Love" och "Love Me Tender".
Valda delar av dessa framträdanden kom att ingå i såväl den tv-sända showen som det motsvarande soundtrack-albumet. TV-specialens och albumets absoluta höjdpunkt var den nyskrivna "If I Can Dream", som Elvis framförde live och som kom att avsluta såväl showen som albumet. (Se: If I Can Dream.)

## Utgivningar och listplaceringar
RCA hade bråda dagar med att hinna få ut albumet i skivbutikerna i tid för tv-utsändningen, alldenstund de var tvungna att göra om sina mastrar efter att Elvis inte hade godkänt mixningen av albumet. Han krävde att inledningen av "Trouble" och "Guitar Man" skulle klippas samman till ett stycke, att basen i gospelmedleyt skulle ökas och att ljudnivån på "Little Egypt" skulle höjas. Vidare insisterade han på att de monomixningar som Bones Howes hade gjort på "If I Can Dream" och "Memories" skulle kvarstå. Efter att Elvis slutligen hade godkänt mixningen hann skivorna i sista stund levereras till butikerna.
Elvis (NBC TV Special) gavs ut i december 1968 och albumet nådde som bäst plats 8 på den amerikanska Billboard 200-listan, medan den nådde plats 2 på UK Albums Chart i Storbritannien. Albumet sålde guld i första utgivningen, 500 000 exemplar, och med tiden sålde det över en miljon exemplar i USA och kom därmed år 1999 att certifieras platina av Recording Industry Association of America (RIAA).. Elvis (NBC TV Special) blev det första album av Elvis att sälja guld sedan 1963, och det var Elvis första topp-tio-placerade album sedan januari 1966.
RCA gav ut "If I Can Dream" som singel från albumet tillsammans med "Edge of Reality" från filmen Live a Little, Love a Little. I inledningen sålde singeln måttligt och veckan innan showen sändes på tv hamnade den på plats 99 på singellistan. Men i och med att showen sändes steg den i likhet med albumet på listorna, och "If I Can Dream" nådde som bäst plats 12 på den amerikanska Billboard Hot 100-listan och plats 11 på UK Singles Chart i Storbritannien (då med "Memories" som B-sida). Det sågs som en missräkning men var trots det Elvis bästa singelplacering på mer än tre år och den sålde 800 000 exemplar och så småningom en miljon, och blev Elvis första guldskiva på flera år. Den andra singeln som släpptes från albumet var "Memories" med "Charro" från filmen Charro! som B-sida, en skiva som utkom den 25 februari 1969. "Memories" nådde 35:e plats som bäst på den amerikanska Billboard 100-listan.

## Kritik och omdömen
TV-specialen ömsom rosades, ömsom kritiserades av musikkritikerna. (Se: Omdömen, kritik.) Ändå fick albumet måhända inte lika bra kritik som TV-specialen. Robert Matthew-Walker skrev att TV-showen var "fascinerande att se, men skilt från tv-skärmen är soundtrackalbumet på många sätt en mycket nedslående Presley-utgåva. 
Musikkritikern Greil Marcus skrev i april 1969 i Rolling Stone att "[s]åvida man inte är en samlare av Presley-minnessaker … är den här skivan faktiskt inte värd att köpa." Han menade att de nya sångerna inte var speciellt bra och att det som på tv bara var litet irriterande blev dominerande på albumet, när man inte hade Elvis att titta på. Han skulle dock i en tillbakablick några år senare ge en betydligt mer postitiv bild av showen: "Det var hans livs bästa musik. Om det någonsin har funnits musik som blöder, så var det den här".

## Återutgivningar
Flera timmar av musik spelades in för TV-specialen, och såväl det tidigare utgivna som det tidigare oanvända materialet har givits ut i många format genom åren.
Redan innan Elvis (NBC TV Special) utkom, hade liveversionen av "Tiger Man" från den andra Sit-Down-showen släppts på samlingsalbumet Singer Presents Elvis Singing Flaming Star and Others (1 oktober 1968). Ytterligare fem låtar från Sit-Down-showerna skulle komma att släppas på två album i A Legendary Performer-serien – "Love Me", "Tryin' to Get to You" och "Are You Lonesome Tonight?" på Elvis: A Legendary Performer Volume 1 1974 och "Blue Suede Shoes" och "Baby, What You Want Me to Do" på Volume 2 (1976).
Den 27 augusti 1991 släppte RCA en utökad version på cd betitlad NBC-TV Special. Albumet innehöll originalutgåvan från 1968 och därutöver ytterligare några låtar.
År 1998 utkom två album med musik från TV-specialen. Memories: The '68 Comeback Special bestod av 2 cd:ar och innehöll mer omfattande tagningar av produktionsnumren, den kompletta informella första Sit-Down-showen från den 27 juni 1968 (Se: Sit-Down-Show (live) NBC Studio.) och den första Stand-Up-showen från den 29 juni med två låtar hämtade från den andra Stand-Up-showen. (Se: Stand-Up-Show (live) NBC Studio.) Albumet Tiger Man var på en cd och bestod av den kompletta informella andra Sit-Down-showen från den 27 juni.
I juli 1999 släpptes Burbank '68: The NBC-TV 'Comeback Special' på cd på skivmärket Follow That Dream Records (FTD). Det var första albumet som utgavs på Sonys och RCA:s Elvis Presley-samlaretikett i avsikt att ge ut arkivmaterial med Elvis studio- och liveinspelningar samt repetitionsmaterial. Burbank '68 innehöll den informella repetitionen den 25 juni inne i Elvis loge under inspelningarna av TV-specialen (Se: Informella repetitioner, Elvis loge.) och den andra Stand-Up-showen den 29 juni med en låt hämtad från den första, och tagning tre av "If I Can Dream" där Elvis sjunger live inför kameran.
Den 5 augusti 2008, till 40-årsjubileet av TV-specialen, släpptes The Complete '68 Comeback Special – 40th Anniversary Edition, på 4 cd:ar. Cd-boxen innehöll originalskivan, båda Sit-Down-showerna och båda Stand-Up-showerna, samt de båda informella repetitionerna som hölls i Elvis loge. (Se: Låtlista.)
I maj 2016 släpptes en utökad version av originalalbumet, Elvis (NBC-TV Special), av FTD (Follow that Dream Records) på två cd:ar. Det innehöll utöver originalalbumet mängder av alternativtagningar av produktionsnumren.
Den 30 november 2018 utkom 68 Comeback Special – 50th Anniversary Edition som var en utökning av 40-årsjubileumsboxen (The Complete '68 Comeback Special) med nya stereomixningar av "Memories" och "If I Can Dream", och en femte bonusskiva med alternativtagningar från inspelningssessionerna (av vilka de flesta tidigare hade släppts på FTD-utgåvan från 2016), samt med två Blu-ray-skivor med videoinspelningar från showen. (Se: Låtlista.) På denna utgåva saknades dock "A Little Less Conversation" som hade inkluderats i 1998 års album Memories: The '68 Comeback Special och 2008 års 40th Anniversary Edition The Complete '68 Comeback Special. Efter att "A Little Less Conversation" hade upptäckts på en acetatskiva hade man felaktigt antagit att låten hade spelats in i samband med TV-specialen i juni 1968, i vilken man också hade övervägt att ha med låten. När sessionsbanden från den 7 mars 1968 till filmen Live a Little, Love a Little senare återfanns, insåg man att låten på acetatskivan egentligen var tagning två från marssessionen och inte alls härrörde från TV-specialen.

## Låtlistor

### Elvis (NBC TV Special)– originalutgåvan lp 1968
| 1. | Trouble / Guitar Man | Jerry Leiber, Mike Stoller Jerry Reed | 22 juni 1968                                                                                    | 3:26  |
| 2. | Lawdy Miss Clawdy Baby What You Want Me to Do Medley: Heartbreak Hotel / Hound Dog / All Shook Up / Can't Help Falling in Love / Jailhouse Rock / Love Me Tender | Lloyd Price Jimmy Reed Mae Boren Axton, Tommy Durden, Elvis Presley Jerry Leiber, Mike Stoller Otis Blackwell, E. Presley George Weiss, Hugo Peretti, Luigi Creatore Jerry Leiber, Mike Stoller Vera Matson, Elvis Presley | 27 juni 1968, 8.00 p.m. 27 juni 1968, 6.00 p.m. 29 juni 1968, 6.00 p.m. 29 juni 1968, 8.00 p.m. | 14:52 |

| 1.           | Where Could I Go But to the Lord? / Up Above My Head / Saved                           | J. B. Coats Trad., Walter Earl Brown Jerry Leiber, Mike Stoller                                                             | 21 juni 1968 22 juni 1968                       | 7:25  |
| 2.           | Blue Christmas / One Night                                                             | Billy Hayes, Jay W. Johnson Dave Bartholomew, Pearl King                                                                    | 27 juni 1968, 8.00 p.m. 27 juni 1968, 6.00 p.m. | 5:37  |
| 3.           | Memories                                                                               | Billy Strange, Mac Davis | 23 juni 1968 (track) 24 juni 1968 (vocal)       | 3:18  |
| 4.           | Medley: Nothingville / Big Boss Man / Guitar Man / Little Egypt / Trouble / Guitar Man | Billy Strange, Mac Davis Luther Dixon, Al Smith Jerry Reed Jerry Leiber, Mike Stoller Jerry Leiber, Mike Stoller Jerry Reed | 20 juni 1968 21 juni 1968                       | 6:42  |
| 5.           | If I Can Dream                                                                         | Walter Earl Brown | 23 juni 1968                                    | 3:16  |
| Total längd: | Total längd:                                                                           | Total längd: | Total längd:                                    | 44:36 |

### NBC-TV Special– cd 1991
| 1.           | Trouble / Guitar Man | Jerry Leiber, Mike Stoller Jerry Reed | 22 juni 1968                                                                                     | 3:26  |
| 2.           | Lawdy Miss Clawdy Baby What You Want Me to Do                                                                                            | Lloyd Price Jimmy Reed | 27 juni 1968, 8.00 p.m. 27 juni 1968, 6.00 p.m.                                                  | 3:34  |
| 3.           | Heartbreak Hotel / Hound Dog / All Shook Up Can't Help Falling in Love Jailhouse Rock Don't Be Cruel * Blue Suede Shoes * Love Me Tender | Mae Boren Axton, Tommy Durden, Elvis Presley Jerry Leiber, Mike Stoller Otis Blackwell, E. Presley George Weiss, Hugo Peretti, Luigi Creatore Jerry Leiber, Mike Stoller Otis Blackwell, Elvis Presley Carl Perkins Vera Matson, Elvis Presley | 29 juni 1968, 6.00 p.m. 29 juni 1968, 8.00 p.m.                                                  | 14:14 |
| 4.           | Where Could I Go But to the Lord? / Up Above My Head / Saved                                                                             | J. B. Coats Trad., Walter Earl Brown Jerry Leiber, Mike Stoller | 21 juni 1968 22 juni 1968                                                                        | 7:31  |
| 5.           | Baby What You Want Me to Do * That's All Right (Mama) * Blue Christmas One Night Tiger Man * Tryin' to Get to You *                      | Jimmy Reed Arthur Crudup Billy Hayes, Jay W. Johnson Dave Bartholomew, Pearl King Joe Hill Louis, Sam Burns Rose Marie McCoy, Charles Singleton                                                                                                | 27 juni 1968, 8 & 6 p.m. 27 juni 1968, 8.00 p.m. 27 juni 1968, 6.00 p.m. 27 juni 1968, 8.00 p.m. | 15:49 |
| 6.           | Memories | Billy Strange, Mac Davis | 23 juni 1968 (track) 24 juni 1968 (vocal)                                                        | 3:16  |
| 7.           | Nothingville Big Boss Man Let Yourself Go * It Hurts Me * Guitar Man Little Egypt Trouble Guitar Man                                     | Billy Strange, Mac Davis Luther Dixon, Al Smith Joy Byers Joy Byers, Charlie Daniels Jerry Reed Jerry Leiber, Mike Stoller Jerry Leiber, Mike Stoller Jerry Reed                                                                               | 20 juni 1968 21 juni 1968                                                                        | 11:46 |
| 8.           | If I Can Dream * Inte på originalalbumet.                                                                                                | Walter Earl Brown | 23 juni 1968                                                                                     | 3:19  |
| Total längd: | Total längd: | Total längd: | Total längd:                                                                                     | 61:55 |

### Memories: The '68 Comeback Special– 2 cd 1998
| 1.           | Trouble / Guitar Man | Jerry Leiber, Mike Stoller Jerry Reed | 22 juni 1968                              | 3:22  |
| 2.           | Heartbreak Hotel | Mae Boren Axton, Tommy Durden, Elvis Presley | 29 juni 1968 6.00 p.m.                    | 1:34  |
| 3.           | Hound Dog | Jerry Leiber, Mike Stoller | 29 juni 1968 6.00 p.m.                    | 0:47  |
| 4.           | All Shook Up | Otis Blackwell, Elvis Presley | 29 juni 1968 6.00 p.m.                    | 2:01  |
| 5.           | Can't Help Falling in Love | George David Weiss, Hugo Peretti, Luigi Creatore | 29 juni 1968 6.00 p.m.                    | 2:19  |
| 6.           | Jailhouse Rock | Jerry Leiber, Mike Stoller | 29 juni 1968 6.00 p.m.                    | 1:59  |
| 7.           | Don't Be Cruel | Otis Blackwell, Elvis Presley | 29 juni 1968 6.00 p.m.                    | 1:42  |
| 8.           | Blue Suede Shoes | Carl Perkins | 29 juni 1968 8.00 p.m.                    | 2:24  |
| 9.           | Love Me Tender | Vera Matson, Elvis Presley | 29 juni 1968 6.00 p.m.                    | 3:29  |
| 10.          | Baby What You Want Me to Do | Jimmy Reed | 29 juni 1968 6.00 p.m.                    | 3:16  |
| 11.          | Trouble / Guitar Man | Jerry Leiber, Mike Stoller Jerry Reed | 29 juni 1968 8.00 p.m.                    | 4:22  |
| 12.          | Gospel Medley: Sometimes I Feel Like a Motherless Child (Darlene Love) Where Could I Go But to the Lord? Up Above My Head Saved | Trad. (arr. Walter Earl Brown) J. B. Coats Trad., Walter Earl Brown Jerry Leiber, Mike Stoller                                                        | 21 juni 1968 22 juni 1968                 | 9:00  |
| 13.          | Memories | Billy Strange, Mac Davis | 23 juni 1968 (track) 24 juni 1968 (vocal) | 3:15  |
| 14.          | A Little Less Conversation | Billy Strange, Mac Davis | 7 mars 1968                               | 1:43  |
| 15.          | Road Medley: Nothingville Big Boss Man Let Yourself Go It Hurts Me Guitar Man Little Egypt Trouble                              | Billy Strange, Mac Davis Luther Dixon, Al Smith Joy Byers Joy Byers, Charlie Daniels Jerry Reed Jerry Leiber, Mike Stoller Jerry Leiber, Mike Stoller | 20 juni 1968 21 juni 1968                 | 15:42 |
| 16.          | If I Can Dream | Walter Earl Brown | 23 juni 1968                              | 3:11  |
| Total längd: | Total längd: | Total längd: | Total längd:                              | 60:06 |

| 1.           | When It Rains, It Really Pours        | Billy Emerson                                | 24 juni 1968 | 1:51  |
| 2.           | Lawdy, Miss Clawdy                    | Lloyd Price                                  | 25 juni 1968 | 1:45  |
| 3.           | Baby What You Want Me To Do           | Jimmy Reed                                   | 25 juni 1968 | 1:27  |
| 4.           | That's All Right                      | Arthur Crudup                                | 27 juni 1968 | 6:42  |
| 5.           | Heartbreak Hotel                      | Mae Boren Axton, Tommy Durden, Elvis Presley | 27 juni 1968 | 2:53  |
| 6.           | Love Me                               | Jerry Leiber, Mike Stoller                   | 27 juni 1968 | 2:55  |
| 7.           | Baby What You Want Me To Do           | Jimmy Reed                                   | 27 juni 1968 | 3:45  |
| 8.           | Blue Suede Shoes                      | Carl Perkins                                 | 27 juni 1968 | 4:40  |
| 9.           | Baby What You Want Me To Do           | Jimmy Reed                                   | 27 juni 1968 | 2:53  |
| 10.          | Lawdy, Miss Clawdy                    | Lloyd Price                                  | 27 juni 1968 | 4:03  |
| 11.          | Are You Lonesome Tonight?             | Roy Turk, Lou Handman                        | 27 juni 1968 | 2:56  |
| 12.          | When My Blue Moon Turns to Gold Again | Wiley Walker, Gene Sullivan                  | 27 juni 1968 | 0:38  |
| 13.          | Blue Christmas                        | Billy Hayes, Jay W. Johnson                  | 27 juni 1968 | 2:27  |
| 14.          | Tryin' to Get to You                  | Rose Marie McCoy, Charles Singleton          | 27 juni 1968 | 2:58  |
| 15.          | One Night                             | Dave Bartholomew, Pearl King                 | 27 juni 1968 | 3:54  |
| 16.          | Baby What You Want Me To Do           | Jimmy Reed                                   | 27 juni 1968 | 3:59  |
| 17.          | One Night                             | Dave Bartholomew, Pearl King                 | 27 juni 1968 | 3:51  |
| 18.          | Memories                              | Billy Strange, Mac Davis                     | 27 juni 1968 | 3:25  |
| 19.          | If I Can Dream                        | Walter Earl Brown                            | 30 juni 1968 | 3:10  |
| Total längd: | Total längd:                          | Total längd:                                 | Total längd: | 60:12 |

### The Complete '68 Comeback Special – 40th Anniversary Edition4 cd 2008
| 1.           | Trouble / Guitar Man | Jerry Leiber, Mike Stoller Jerry Reed | 22 juni 1968                                                                                    | 3:29  |
| 2.           | Lawdy Miss Clawdy Baby What You Want Me to Do Medley: Heartbreak Hotel / Hound Dog / All Shook Up Can't Help Falling in Love Jailhouse Rock Love Me Tender | Lloyd Price Jimmy Reed Mae Boren Axton, Tommy Durden, Elvis Presley Jerry Leiber, Mike Stoller Otis Blackwell, E. Presley George Weiss, Hugo Peretti, Luigi Creatore Jerry Leiber, Mike Stoller Vera Matson, Elvis Presley | 27 juni 1968, 8.00 p.m. 27 juni 1968, 6.00 p.m. 29 juni 1968, 6.00 p.m. 29 juni 1968, 8.00 p.m. | 14:42 |
| 3.           | Where Could I Go But to the Lord? / Up Above My Head / Saved                                                                                               | J. B. Coats Trad., Walter Earl Brown Jerry Leiber, Mike Stoller | 21 juni 1968 22 juni 1968                                                                       | 7:35  |
| 4.           | Blue Christmas / One Night | Billy Hayes, Jay W. Johnson Dave Bartholomew, Pearl King | 27 juni 1968, 8.00 p.m. 27 juni 1968, 6.00 p.m.                                                 | 5:34  |
| 5.           | Memories | Billy Strange, Mac Davis | 23 juni 1968 (track) 24 juni 1968 (vocal)                                                       | 3:20  |
| 6.           | Medley: Nothingville / Big Boss Man / Guitar Man / Little Egypt / Trouble / Guitar Man                                                                     | Billy Strange, Mac Davis Luther Dixon, Al Smith Jerry Reed Jerry Leiber, Mike Stoller Jerry Leiber, Mike Stoller Jerry Reed                                                                                                | 20 juni 1968 21 juni 1968                                                                       | 6:44  |
| 7.           | If I Can Dream | Walter Earl Brown | 23 juni 1968                                                                                    | 3:23  |
| 8.           | It Hurts Me * | Joy Byers, Charlie Daniels | 20–21 juni 1968                                                                                 | 2:32  |
| 9.           | Let Yourself Go * | Joy Byers | 20 juni 1968                                                                                    | 2:37  |
| 10.          | A Little Less Conversation * (Take 2) | Mac Davis, Billy Strange | 7 mars 1968                                                                                     | 1:46  |
| 11.          | Memories * (stereo) | Billy Strange, Mac Davis | 23 juni 1968 (track) 24 juni 1968 (vocal)                                                       | 3:08  |
| 12.          | If I Can Dream *(stereo) * 8–12, inte på originalalbumet.                                                                                                  | Walter Earl Brown | 23 juni 1968                                                                                    | 3:09  |
| Total längd: | Total längd: | Total längd: | Total längd:                                                                                    | 57:59 |

| 1.           | That's All Right                                        | Arthur Crudup                                    | 27 juni 1968 6.00 p.m. | 4:08  |
| 2.           | Heartbreak Hotel                                        | Mae Boren Axton, Tommy Durden, Elvis Presley     | 27 juni 1968 6.00 p.m. | 2:54  |
| 3.           | Love Me                                                 | Jerry Leiber, Mike Stoller                       | 27 juni 1968 6.00 p.m. | 3:12  |
| 4.           | Baby, What You Want Me to Do                            | Jimmy Reed                                       | 27 juni 1968 6.00 p.m. | 5:44  |
| 5.           | Blue Suede Shoes                                        | Carl Perkins                                     | 27 juni 1968 6.00 p.m. | 2:20  |
| 6.           | Baby, What You Want Me to Do                            | Jimmy Reed                                       | 27 juni 1968 6.00 p.m. | 4:02  |
| 7.           | Lawdy, Miss Clawdy                                      | Lloyd Price                                      | 27 juni 1968 6.00 p.m. | 3:02  |
| 8.           | Are You Lonesome Tonight?                               | Roy Turk, Lou Handman                            | 27 juni 1968 6.00 p.m. | 2:51  |
| 9.           | When My Blue Moon Turns to Gold Again                   | Wiley Walker, Gene Sullivan                      |                        | 0:38  |
| 10.          | Blue Christmas                                          | Billy Hayes, Jay W. Johnson                      | 27 juni 1968 6.00 p.m. | 2:36  |
| 11.          | Trying to Get to You                                    | Rose Marie McCoy, Charles Singleton              | 27 juni 1968 6.00 p.m. | 2:50  |
| 12.          | One Night                                               | Dave Bartholomew, Pearl King                     | 27 juni 1968 6.00 p.m. | 3:57  |
| 13.          | Baby, What You Want Me to Do                            | Jimmy Reed                                       | 27 juni 1968 6.00 p.m. | 5:11  |
| 14.          | One Night                                               | Dave Bartholomew, Pearl King                     | 27 juni 1968 6.00 p.m. | 2:37  |
| 15.          | Memories First "Stand Up" Show                          | Billy Strange, Mac Davis                         | 27 juni 1968 6.00 p.m. | 3:26  |
| 16.          | Heartbreak Hotel                                        | Mae Boren Axton, Tommy Durden, Elvis Presley     | 29 juni 1968 6.00 p.m. | 1:28  |
| 17.          | Hound Dog                                               | Jerry Leiber, Mike Stoller                       | 29 juni 1968 6.00 p.m. | 0:46  |
| 18.          | All Shook Up                                            | Otis Blackwell, Elvis Presley                    | 29 juni 1968 6.00 p.m. | 1:58  |
| 19.          | Can't Help Falling in Love                              | George David Weiss, Hugo Peretti, Luigi Creatore | 29 juni 1968 6.00 p.m. | 2:18  |
| 20.          | Jailhouse Rock                                          | Jerry Leiber, Mike Stoller                       | 29 juni 1968 6.00 p.m. | 1:59  |
| 21.          | Don't Be Cruel                                          | Otis Blackwell, Elvis Presley                    | 29 juni 1968 6.00 p.m. | 1:42  |
| 22.          | Blue Suede Shoes                                        | Carl Perkins                                     | 29 juni 1968 6.00 p.m. | 2:33  |
| 23.          | Love Me                                                 | Jerry Leiber, Mike Stoller                       | 29 juni 1968 6.00 p.m. | 4:17  |
| 24.          | Trouble                                                 | Jerry Leiber, Mike Stoller                       | 29 juni 1968 6.00 p.m. | 3:01  |
| 25.          | Baby, What You Want Me to Do                            | Jimmy Reed                                       | 29 juni 1968 6.00 p.m. | 3:05  |
| 26.          | If I Can Dream (playback till master från 23 juni 1968) | Walter Earl Brown                                | 29 juni 1968 6.00 p.m. | 3:16  |
| Total längd: | Total längd:                                            | Total längd:                                     | Total längd:           | 75:51 |

| 1.           | Heartbreak Hotel                                        | Mae Boren Axton, Tommy Durden, Elvis Presley     | 27 juni 1968 8.00 p.m. | 4:12  |
| 2.           | Baby, What You Want Me to Do                            | Jimmy Reed                                       | 27 juni 1968 8.00 p.m. | 3:27  |
| 3.           | Introductions                                           |                                                  | 27 juni 1968 8.00 p.m. | 2:16  |
| 4.           | That's All Right                                        | Arthur Crudup                                    | 27 juni 1968 8.00 p.m. | 3:08  |
| 5.           | Are You Lonesome Tonight?                               | Roy Turk, Lou Handman                            | 27 juni 1968 8.00 p.m. | 4:00  |
| 6.           | Baby, What You Want Me to Do                            | Jimmy Reed                                       | 27 juni 1968 8.00 p.m. | 3:24  |
| 7.           | Blue Suede Shoes                                        | Carl Perkins                                     | 27 juni 1968 8.00 p.m. | 2:27  |
| 8.           | One Night                                               | Dave Bartholomew, Pearl King                     | 27 juni 1968 8.00 p.m. | 3:19  |
| 9.           | Love Me                                                 | Jerry Leiber, Mike Stoller                       | 27 juni 1968 8.00 p.m. | 4:14  |
| 10.          | Trying to Get to You                                    | Rose Marie McCoy, Charles Singleton              | 27 juni 1968 8.00 p.m. | 3:04  |
| 11.          | Lawdy, Miss Clawdy                                      | Lloyd Price                                      | 27 juni 1968 8.00 p.m. | 2:57  |
| 12.          | Santa Claus Is Back in Town                             | Jerry Leiber, Mike Stoller                       | 27 juni 1968 8.00 p.m. | 1:17  |
| 13.          | Blue Christmas                                          | Billy Hayes, Jay W. Johnson                      | 27 juni 1968 8.00 p.m. | 4:02  |
| 14.          | Tiger Man                                               | Joe Hill Louis, Sam Burns                        | 27 juni 1968 8.00 p.m. | 3:11  |
| 15.          | When My Blue Moon Turns to Gold Again                   | Wiley Walker, Gene Sullivan                      | 27 juni 1968 8.00 p.m. | 1:17  |
| 16.          | Memories Second "Stand Up" Show                         | Billy Strange, Mac Davis                         | 27 juni 1968 8.00 p.m. | 3:16  |
| 17.          | Heartbreak Hotel                                        | Mae Boren Axton, Tommy Durden, Elvis Presley     | 29 juni 1968 8.00 p.m. | 1:23  |
| 18.          | Hound Dog                                               | Jerry Leiber, Mike Stoller                       | 29 juni 1968 8.00 p.m. | 0:46  |
| 19.          | All Shook Up                                            | Otis Blackwell, Elvis Presley                    | 29 juni 1968 8.00 p.m. | 1:37  |
| 20.          | Can't Help Falling in Love                              | George David Weiss, Hugo Peretti, Luigi Creatore | 29 juni 1968 8.00 p.m. | 2:25  |
| 21.          | Jailhouse Rock                                          | Jerry Leiber, Mike Stoller                       | 29 juni 1968 8.00 p.m. | 2:00  |
| 22.          | Don't Be Cruel                                          | Otis Blackwell, Elvis Presley                    | 29 juni 1968 8.00 p.m. | 1:37  |
| 23.          | Blue Suede Shoes                                        | Carl Perkins                                     | 29 juni 1968 8.00 p.m. | 2:46  |
| 24.          | Love Me Tender                                          | Vera Matson, Elvis Presley                       | 29 juni 1968 8.00 p.m. | 3:32  |
| 25.          | Trouble / Guitar Man                                    | Jerry Leiber, Mike Stoller Jerry Reed            | 29 juni 1968 8.00 p.m. | 5:10  |
| 26.          | Trouble / Guitar Man (takes 3–5)                        | Jerry Leiber, Mike Stoller Jerry Reed            | 29 juni 1968 8.00 p.m. | 2:32  |
| 27.          | If I Can Dream (playback till master från 23 juni 1968) | Walter Earl Brown                                | 29 juni 1968 8.00 p.m. | 3:20  |
| Total längd: | Total längd:                                            | Total längd:                                     | Total längd:           | 76:39 |

| 1.           | I Got a Woman                                                 | Ray Charles                                                                                    | 24 juni 1968 | 2:48  |
| 2.           | Blue Moon / Young Love / Oh, Happy Day                        | Richard Rodgers, Lorenz Hart / Carole Joyner, Ric Cartey / Don Howard Kaplow, Nancy Binns Reed | 24 juni 1968 | 2:21  |
| 3.           | When It Rains It Really Pours                                 | William Emerson                                                                                | 24 juni 1968 | 2:55  |
| 4.           | Blue Christmas                                                | Billy Hayes, Jay W. Johnson                                                                    | 24 juni 1968 | 3:28  |
| 5.           | Are You Lonesome Tonight? / That's My Desire                  | Roy Turk, Lou Handman / Carroll Loveday, Helmy Kresa                                           | 24 juni 1968 | 3:12  |
| 6.           | That's When Your Heartaches Begin                             | William Raskin, George Brown, Fred Fisher                                                      | 24 juni 1968 | 0:49  |
| 7.           | Peter Gunn Theme                                              | Henry Mancini                                                                                  | 24 juni 1968 | 1:37  |
| 8.           | Love Me                                                       | Jerry Leiber, Mike Stoller                                                                     | 24 juni 1968 | 1:45  |
| 9.           | When My Blue Moon Turns to Gold Again                         | Wiley Walker, Gene Sullivan                                                                    | 24 juni 1968 | 1:52  |
| 10.          | Blue Christmas / Santa Claus Is Back in Town Second Rehearsal | Billy Hayes, Jay W. Johnson / Jerry Leiber, Mike Stoller                                       | 24 juni 1968 | 3:04  |
| 11.          | Danny Boy                                                     | Trad., Frederic Weatherly                                                                      | 25 juni 1968 | 1:35  |
| 12.          | Baby, What You Want Me to Do                                  | Jimmy Reed                                                                                     | 25 juni 1968 | 3:22  |
| 13.          | Love Me                                                       | Jerry Leiber, Mike Stoller                                                                     | 25 juni 1968 | 2:38  |
| 14.          | Tiger Man                                                     | Joe Hill Louis, Sam Burns                                                                      | 25 juni 1968 | 3:14  |
| 15.          | Santa Claus Is Back in Town                                   | Jerry Leiber, Mike Stoller                                                                     | 25 juni 1968 | 2:44  |
| 16.          | Lawdy, Miss Clawdy                                            | Lloyd Price                                                                                    | 25 juni 1968 | 2:18  |
| 17.          | One Night                                                     | Dave Bartholomew, Pearl King                                                                   | 25 juni 1968 | 2:19  |
| 18.          | Blue Christmas                                                | Billy Hayes, Jay W. Johnson                                                                    | 25 juni 1968 | 2:49  |
| 19.          | Baby, What You Want Me to Do                                  | Jimmy Reed                                                                                     | 25 juni 1968 | 1:26  |
| 20.          | When My Blue Moon Turns to Gold Again                         | Wiley Walker, Gene Sullivan                                                                    | 25 juni 1968 | 1:14  |
| 21.          | Blue Moon of Kentucky                                         | Bill Monroe                                                                                    | 25 juni 1968 | 1:44  |
| Total längd: | Total längd:                                                  | Total längd:                                                                                   | Total längd: | 49:14 |

### 68 Comeback Special – 50th Anniversary Edition5 cd (plus 2 dvd) 2018
| 1. | Samma innehåll som cd 1 på The Complete '68 Comeback Special – 40th Anniversary Edition frånsett att "A Little Less Conversation" är bortplockad. | 56:25 |

| 1. | Samma innehåll som cd 2 på The Complete '68 Comeback Special – 40th Anniversary Edition. | 75:51 |

| 1. | Samma innehåll som cd 3 på The Complete '68 Comeback Special – 40th Anniversary Edition. | 76:39 |

| 1. | Samma innehåll som cd 4 på The Complete '68 Comeback Special – 40th Anniversary Edition. | 49:14 |

| 1.           | Nothingville (Guitar Man's Evil #1, takes 5, 6)                                                                     | Billy Strange, Mac Davis                              | 20 juni 1968 | 2:16  |
| 2.           | Guitar Man (Guitar Man's Evil #1, take 10/M)                                                                        | Jerry Reed                                            | 20 juni 1968 | 1:02  |
| 3.           | Let Yourself Go (part 1, Guitar Man's Evil #2, take 5, 7/M)                                                         | Joy Byers                                             | 20 juni 1968 | 2:37  |
| 4.           | Let Yourself Go (part 2, Guitar Man's Evil #3, take 7/M)                                                            | Joy Byers                                             | 20 juni 1968 | 1:34  |
| 5.           | Guitar Man (Escape #1, fast, takes 1, 2, 5)                                                                         | Jerry Reed                                            | 20 juni 1968 | 2:49  |
| 6.           | Big Boss Man (Escape #3, take 2)                                                                                    | Luther Dixon, Al Smith                                | 20 juni 1968 | 1:39  |
| 7.           | It Hurts Me (part 1 Escape #4, take 5)                                                                              | Joy Byers, Charlie Daniels                            | 20 juni 1968 | 1:57  |
| 8.           | It Hurts Me (part 2 After Karate #1, take 3)                                                                        | Joy Byers, Charlie Daniels                            | 21 juni 1968 | 1:08  |
| 9.           | Guitar Man (After Karate #2, take 1)                                                                                | Jerry Reed                                            | 21 juni 1968 | 0:53  |
| 10.          | Little Egypt (After Karate #2, take 6)                                                                              | Billy Strange, Mac Davis                              | 21 juni 1968 | 1:33  |
| 11.          | Trouble / Guitar Man (After Karate #3, take 2)                                                                      | Jerry Leiber, Mike Stoller / Jerry Reed               | 21 juni 1968 | 3:02  |
| 12.          | Medley: Sometimes I Feel Like a Motherless Child / Where Could I Go But to The Lord (Gospel #1, rehearsal & take 1) | Trad. (arr. Walter Earl Brown) / J. B. Coats          | 21 juni 1968 | 5:23  |
| 13.          | Up Above My Head / Saved (Gospel #2, takes 4, 7)                                                                    | Trad., Walter Earl Brown / Jerry Leiber, Mike Stoller | 21 juni 1968 | 3:38  |
| 14.          | Saved (Gospel #3, takes 2 & 4)                                                                                      | Jerry Leiber, Mike Stoller                            | 22 juni 1968 | 4:34  |
| 15.          | Trouble / Guitar Man (opening, takes 6, 7)                                                                          | Jerry Leiber, Mike Stoller / Jerry Reed               | 22 juni 1968 | 5:31  |
| 16.          | If I Can Dream (take 1)                                                                                             | Walter Earl Brown                                     | 23 juni 1968 | 3:13  |
| 17.          | If I Can Dream (takes 2, 3, 4)                                                                                      | Walter Earl Brown                                     | 23 juni 1968 | 4:24  |
| 18.          | Memories (takes 3, 4 / vocal overdub #1)                                                                            | Billy Strange, Mac Davis                              | 23 juni 1968 | 3:46  |
| 19.          | Let Yourself Go (closing instrumental, take 5/M)                                                                    | Joy Byers                                             | 20 juni 1968 | 1:04  |
| Total längd: | Total längd: | Total längd:                                          | Total längd: | 52:03 |